# 好きやねんけどどうやろか
『好きやねんけどどうやろか』（すきやねんけどどうやろか）は、千葉リョウコによる日本の漫画作品。『GUSH』（海王社）にて2013年9月号（8月7日発売）から11月号（10月7日発売）まで連載された。2024年2月号（1月6日発売）には番外編が掲載され、単行本新装版に収録されている。
2024年1月より、読売テレビにてテレビドラマが放送された。

## 書誌情報
- 千葉リョウコ 『好きやねんけどどうやろか』 海王社〈GUSH COMICS〉、2015年4月10日発売[5]、ISBN 978-4-7964-0710-6
- 千葉リョウコ 『好きやねんけどどうやろか 新装版』海王社〈GUSH COMICS〉、2024年1月10日発売[6]、ISBN 978-4-7964-1638-2

## テレビドラマ
2024年1月12日（11日深夜）から3月15日（14日深夜）まで読売テレビの「ドラマDiVE」枠で放送された。主演は簡秀吉と西山潤。

### キャスト

#### 主要人物
松本栄枝（まつもと さかえ）〈26〉
演 - 簡秀吉

曽我久志（そが ひさし）〈29〉
演 - 西山潤

#### 周辺人物
中津瑞樹（なかつ みずき）〈25〉
演 - 奥野壮

神田数代（かんだ かずよ）〈24〉
演 - 村瀬紗英

龍田要（たつた かなめ）〈26〉
演 - 堀家一希

染谷雅人（そめや まさと）
演 - 大平祥生

麹町（こうじまち）
演 - 荒井啓志

高木課長
演 - 清水伸

飯島冴子（いいじま さえこ）〈29〉
演 - 日比美思

リュウジ
演 - カルマ

### スタッフ
- 原作 - 千葉リョウコ『好きやねんけどどうやろか』全1巻（海王社「GUSH COMICS」刊）[4][7]
- 脚本 - モラル
- オープニング主題歌 - GENIC 「I'll Be There」（avex trax）
- エンディング主題歌 - SG「Palette」（LDH Records / SUPERGENIUS Entertainment）[8]
- 監督 - 柴田啓佑、高橋雄弥、遠藤健一
- チーフプロデューサー - 沼田賢治、内部健太郎
- プロデューサー ｰ 福田浩之、吉田卓麻、伊藤愛、髙井美沙、清家優輝
- 制作プロデューサー ｰ 鬼沢かな子
- 制作プロダクション - ファインエンターテイメント[4][7]
- 製作 - 「好きやねんけどどうやろか」製作委員会、読売テレビ、エイベックス・ピクチャーズ[4][7]

### 放送日程
| 話数   | 放送日  | サブタイトル                 | 監督 |
| ------ | ------- | ---------------------------- | ---- |
| 第1話  | 1月12日 | 出会ってもうたけどどうやろか |      |
| 第2話  | 1月19日 | 言うてもうたけどどうやろか   |      |
| 第3話  | 1月26日 | 趣味合わへんけどどうやろか   |      |
| 第4話  | 2月02日 | 誕生日やけどどうやろか       |      |
| 第5話  | 2月09日 | アイツが来たけどどうやろか   |      |
| 第6話  | 2月16日 | ピンチやねんけどどうやろか   |      |
| 第7話  | 2月23日 | 信じたいけどどうやろか       |      |
| 第8話  | 3月01日 | 第二章やけどどうやろか       |      |
| 第9話  | 3月08日 | 急転直下やけどどうやろか     |      |
| 最終話 | 3月15日 | 好きやねんけどどうやろか     |      |

| 読売テレビ ドラマDiVE                                    | 読売テレビ ドラマDiVE                                | 読売テレビ ドラマDiVE                       |
| 前番組                                                   | 番組名                                               | 次番組                                      |
| -------------------------------------------------------- | ---------------------------------------------------- | ------------------------------------------- |
| 帰ってきたらいっぱいして。 （2023年10月20日 - 12月22日） | 好きやねんけどどうやろか （2024年1月12日 - 3月15日） | シークレット同盟 （2024年4月5日 - 6月21日） |